# 莫爾納拉蓋特
莫爾納拉蓋特（Morne Rachette或Morne Raquette）是加勒比海島國多米尼克聖約瑟夫區的一個村莊，位於該島西海岸，Jalousie山坡，庫利比斯特里和巴塔利湾之上，2001年人口308人。索爾茲伯里位於莫爾納拉蓋特的南部。